# Real Plaza de Toros de El Puerto de Santa María
La plaza de toros de El Puerto de Santa María es un coso taurino del siglo XIX de estilo ecléctico, terminó de construirse en el año 1880.
El proyecto fue obra de Mariano Carderera y Manuel Pardo. Tiene forma de polígono regular de 60 lados, consta de tres pisos. El coso presenta un diámetro de 99 metros y 60 de arena. Su capacidad está calculada para 12.186 espectadores.

## Historia
La ciudad de El Puerto siempre tuvo gran abolengo taurino. Ya en el siglo XVIII se celebraban corridas en la Plaza de las Galeras, habilitada a tal efecto, y en 1768 tuvieron lugar diez corridas a beneficio del Hospital de Nuestra Señora de los Milagros, en un coso de madera instalado en el ejido de San Francisco, que permaneció hasta 1802 y fue escenario de la muerte del torero José Cándido, ocurrida el 23 de junio de 1771. En 1802 se construye otra plaza, en el mismo lugar, que se incendia el 13 de septiembre de 1813; es reconstruida y dura hasta 1842, siendo reedificada y reformada en varias ocasiones hasta 1876. La actual plaza se inaugura el 5 de junio de 1880, con una corrida de toros de la ganadería de D. Anastasio Martín, de Sevilla, mano a mano de los toreros Antonio Carmona, el Gordito y Rafael Molina Lagartijo.

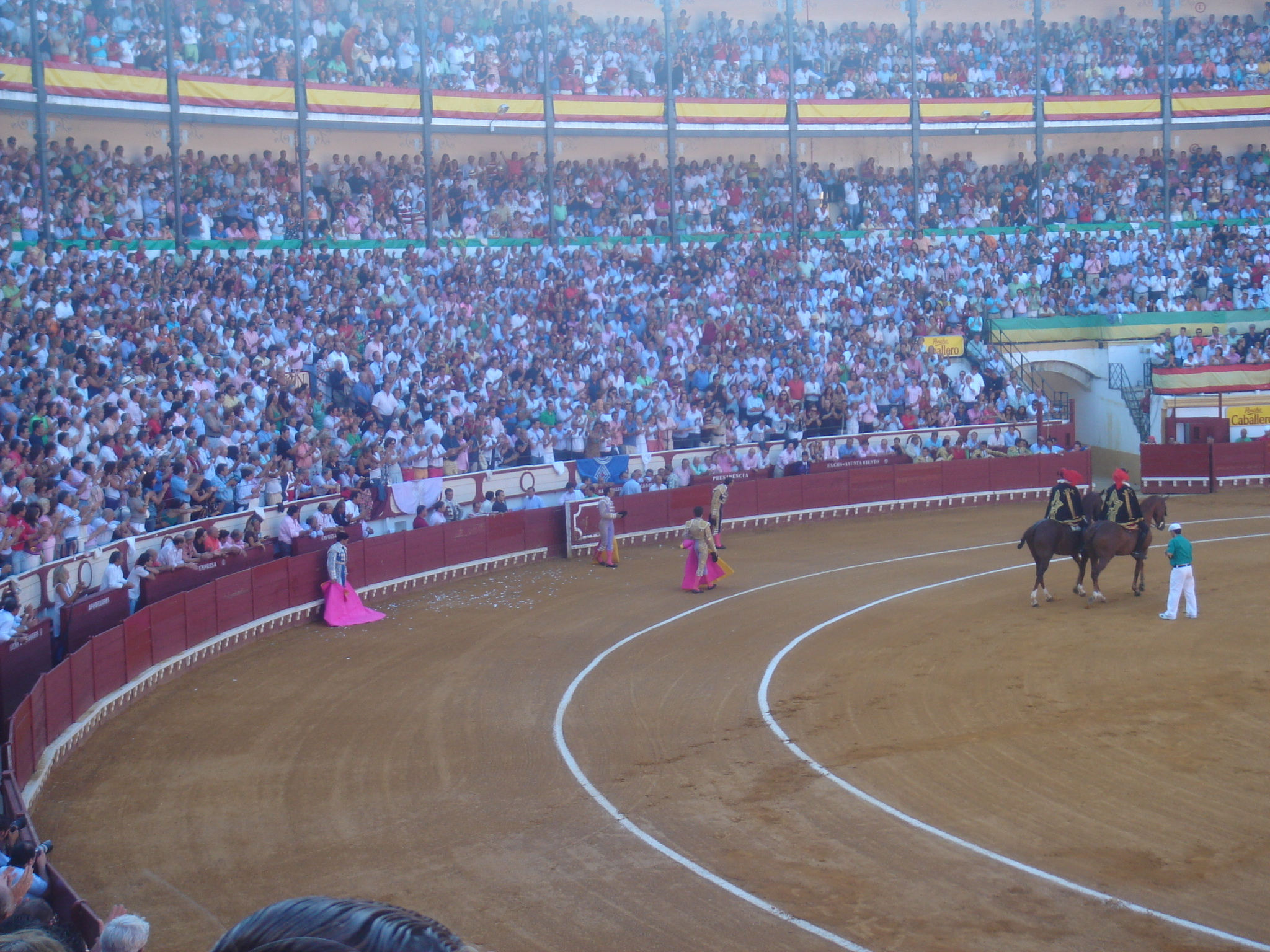
Corrida en 2007

Fue construida por una Compañía, integrada por un grupo de ilustres patricios a quienes presidía D. Tomás Osborne Böhl de Faber -descendiente de la familia de la ilustre escritora Fernán Caballero.

## Decoración
Josefa María Lena de Terry, ceramista de El Puerto de Santa María, fue la encargada de diseñar y realizar los salones de los palcos Real y de la Presidencia y el salón de exposiciones, así como varios murales que están en los ánditos.

## Anécdotas
En el pasillo de la puerta principal, luce un mosaico con la siguiente inscripción de una frase atribuida a Joselito "El Gallo".
QUIEN NO HA VISTO TOROS EN EL PUERTO, NO SABE LO QUE ES UN DÍA DE TOROS.

## Panorámica

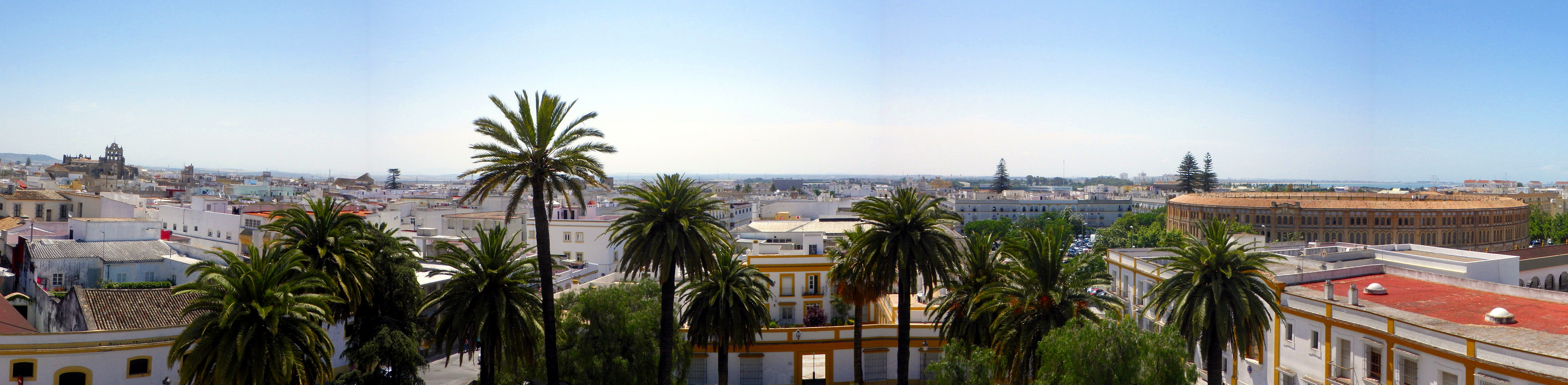
Panorámica de El Puerto de Santa María desde el Edificio San Luis Gonzaga. Se ve a la izquierda la Iglesia Mayor. Detrás de la palmera más alta está el Castillo de San Marcos, y a la derecha la Plaza de Toros.